# José Ronaldo Ribeiro
Dom José Ronaldo Ribeiro (Uberaba, 28 de fevereiro de 1957), é um bispo católico brasileiro. Bispo emérito de Formosa, também foi bispo de Janaúba.

## Vida sacerdotal

### Presbiterado
Dom José Ronaldo foi ordenado presbítero no dia 5 de maio de 1985, em Brasília.

### Episcopado
Em 6 de junho de 2007, o Papa Bento XVI o nomeou Bispo Diocesano de Janaúba, MG, sendo ordenado Bispo em 28 de julho de 2007 por Sua Eminência o Cardeal João Braz de Aviz, então arcebispo de Brasília. Tomou posse da Sé Diocesana de Janaúba no dia 25 de agosto de 2007.
No dia 24 de setembro de 2014, foi nomeado pelo Papa Francisco, bispo de Formosa, GO, e tomou posse no dia 22 de novembro do mesmo ano como quarto Bispo diocesano.

## Afastamento das funções
Em 19 de março de 2018, dia em que a Igreja Católica celebra a festa de São José, pai adotivo de Jesus, Dom José Ronaldo Ribeiro, foi preso juntamente com o vigário-geral e outros 4 sacerdotes, suspeitos de desviar R$ 1 milhão de reais, por ano, da Cúria Diocesana.
Em razão de tais acontecimentos, o Papa Francisco nomeou o arcebispo de Uberaba Dom Paulo Mendes Peixoto administrador apostólico da diocese de Formosa. José Ronaldo foi solto dia 17 de abril de 2018
No dia 12 de setembro de 2018, o Papa Francisco aceitou sua renúncia ao cargo de bispo de Formosa, tornando-se bispo-emérito daquela diocese.